# レッド・パターソン
ジョン・ウィリアム・パターソン（John William Patterson , 1987年5月11日 - ）は、アメリカ合衆国テキサス州フリスコ出身のプロ野球選手（投手）。右投右打。

## 経歴
2010年のMLBドラフト29巡目（全体892位）でロサンゼルス・ドジャースから指名され契約。ルーキー級オグデン・ラプターズで14試合に登板し、6勝1敗、防御率3.33だった。
2011年はA級グレートレイクス・ルーンズで14試合に登板し、5勝4敗、防御率3.343だった。6月にA+級ランチョクカモンガ・クエークスへ昇格。14試合に登板し、7勝1敗、防御率3.91だった。
2012年はAA級チャタヌーガ・ルックアウツで47試合に登板し、7勝1敗、防御率3.07だった。
2013年はAAA級アルバカーキ・アイソトープスで39試合に登板し、7勝4敗1セーブ、防御率3.03だった。
2014年はAAA級アルバカーキで開幕を迎え、4試合に登板後、5月1日にドジャースとメジャー契約を結んだ。同日に行われたミネソタ・ツインズとのダブルヘッダー第二戦で先発起用されメジャーデビュー。4.2回を投げ、2安打1失点3四球と好投したが、勝ち負けは付かなかった。5月2日にAAA級アルバカーキへ降格した。その後9月12日にDFAとなり、17日に40人枠を外れてそのままAAA級アルバカーキに残留となった。

## 詳細情報

### 背番号
- 51 (2014年)